# Victor Garber

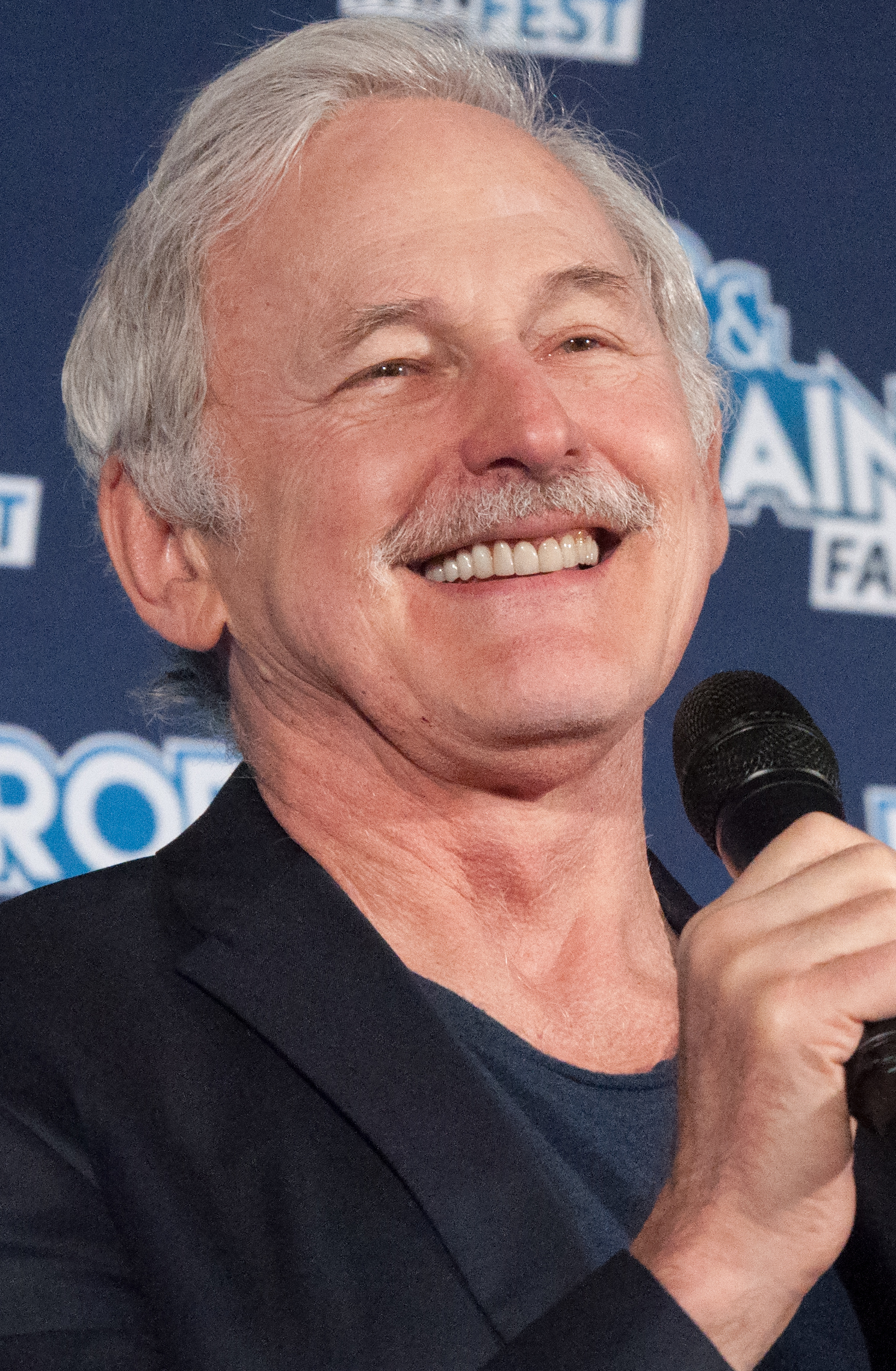
Victor Garber (2017)

Victor Garber, OC (* 16. März 1949 in London, Ontario) ist ein kanadischer Schauspieler.

## Leben
Er ist der Sohn der Entertainerin Hope Garber und deren Mann Joe Garber. Er hat einen Bruder und eine Schwester. Mit 12 Jahren wurde bei Garber Diabetes Typ 1 diagnostiziert. Er besuchte die Ryerson Elementary School. Garber wandte sich bereits als Kind der Schauspielerei zu und nahm später Schauspielunterricht im Hart House der University of Toronto.
Er begann dann eine Karriere als Folksänger und gründete 1967 mit Peter Mann, Laurie Hood und Lee Harris die Band The Sugar Shoppe. Die Band hatte vier Top-40-Hits in Kanada. Danach wandte Garber sich wieder dem Schauspiel zu und war insbesondere am Broadway tätig, wo er in Komödien und Musicals mitwirkte. Für seine Rollendarstellungen in den Produktionen Deathtrap, Little Me, Lend Me a Tenor und Damn Yankees erhielt er Nominierungen für einen Tony Award. 1993 spielte er an der Seite von Tom Hanks in dem Film Schlaflos in Seattle und neben Michael J. Fox und Nathan Lane in Hilfe! Jeder ist der Größte mit.
Einer seiner größten Kinoauftritte war 1997 die Rolle als Thomas Andrews, der Konstrukteur der Titanic, in dem Blockbuster Titanic von James Cameron. 2008 spielte er in dem Film Milk von Gus Van Sant über den schwulen Bürgerrechtler Harvey Milk die Rolle des Bürgermeisters George Moscone.
Größere Bekanntheit erreichte er von 2001 bis 2006 mit der erfolgreichen Fernsehserie Alias – Die Agentin als Jack Bristow, eine der Hauptrollen, für die er dreimal eine Emmy-Nominierung erhielt. In der Serie Eli Stone war er in der Rolle von Jordan Wethersby, dem Inhaber der juristischen Kanzlei und Vorgesetzten von Eli Stone, zu sehen. 2011 übernahm Garber die Stimme des Charles „Charlie“ Townsend in der kurzlebigen Neuauflage der Fernsehserie Charlie’s Angels. Außerdem wurde er durch die Rolle des Martin Stein, einem Teil von Firestorm im DC-Universum, insbesondere in den TV-Serien The Flash und Legends of Tomorrow bekannt.
Garber lebt mit dem kanadischen Künstler Rainer Andreesen in New York City und ist mit ihm seit 2015 verheiratet.

## Filmografie (Auswahl)
- 1973: Godspell (Godspell: A Musical Based on the Gospel According to St. Matthew)
- 1987: Wall Street
- 1988: Liberace – Ein Leben für die Musik (Liberace: Behind the Music)
- 1992: Light Sleeper
- 1993: Hilfe! Jeder ist der Größte (Life with Mikey)
- 1993: Schlaflos in Seattle (Sleepless in Seattle)
- 1994: Kung Fu Im Zeichen des Drachen (Kung Fu: The Legend Continues, Fernsehserie, Episode 2x13)
- 1994: Exotica
- 1996: Der Club der Teufelinnen (The First Wives Club)
- 1997: Titanic
- 1997: Cinderella (Rodger & Hammerstein’s Cinderella)
- 1997: Ein Gesicht so schön und kalt (Let Me Call You Sweetheart)
- 1999: Annie – Weihnachten einer Waise (Annie)
- 1999: Das Ende des Sommers (Summer’s End, Erzähler im Original)
- 2000: Outer Limits (Fernsehserie, Episode 6x12)
- 2000: Frasier (Fernsehserie, Episode 8x05)
- 2001: Natürlich blond (Legally Blonde)
- 2001: Nenn’ mich einfach Nikolaus (Call Me Claus, Fernsehfilm)
- 2001–2006: Alias – Die Agentin (Alias, Fernsehserie, 105 Episoden)
- 2002: Bis in alle Ewigkeit (Tuck Everlasting)
- 2006–2007: Justice – Nicht schuldig (Justice, Fernsehserie, 13 Episoden)
- 2008–2009: Eli Stone (Fernsehserie, 25 Episoden)
- 2008: Milk
- 2009: Scriptum – Der letzte Tempelritter (The Last Templar)
- 2009: Glee (Fernsehserie, Episode 1x03)
- 2009–2013: Web Therapy (Fernsehserie)
- 2010: Eisbeben – Alarm in der Arktis (Ice Quake)
- 2010: The Town – Stadt ohne Gnade (The Town)
- 2010: Du schon wieder (You Again)
- 2010–2013: Republic of Doyle – Einsatz für zwei (Republic of Doyle, Fernsehserie, 4 Folgen)
- 2011: Charlie’s Angels (Stimme)
- 2011: Flashpoint – Das Spezialkommando (Flashpoint, Fernsehserie, 3 Episoden)
- 2011: Stargate Universe (Fernsehserie, Episode 2x15)
- 2011: Suits (Fernsehserie, 1 Episode)
- 2011: Law & Order: Los Angeles (Fernsehserie, 1 Episode)
- 2011: Murdoch Mysteries (Fernsehserie, 1 Folge)
- 2012: Argo
- 2012: The Firm (Fernsehserie, 1 Episode)
- 2013: Deception (Fernsehserie, 11 Episoden)
- 2013: The Hunters – Auf der Jagd nach dem verlorenen Spiegel (The Hunters, Fernsehfilm)
- 2014: Good Wife (The Good Wife, Fernsehserie, Episode 5x12)
- 2014: Sleepy Hollow (Fernsehserie, Episode 1x13)
- 2014: Louie (Fernsehserie, Episode 4x02)
- 2014: Big Game – Die Jagd beginnt (Big Game)
- 2014: Blue Bloods – Crime Scene New York (Blue Bloods, Fernsehserie, Episode 5x09)
- 2014–2020: Power (Fernsehserie)
- 2015: The Slap (Miniserie, 8 Episoden, Stimme des Erzählers)
- 2015: Sicario
- 2015: Selfless – Der Fremde in mir (Self/less)
- 2015: Motive (Fernsehserie, 4 Episoden)
- 2015–2017, 2023: The Flash (Fernsehserie, 12 Episoden)
- 2016–2017, 2021: Legends of Tomorrow (Fernsehserie, 42 Episoden)
- 2017–2022: The Orville (Fernsehserie)
- 2017: Supergirl (Fernsehserie, Episode 3x08)
- 2017: Arrow (Fernsehserie, Episode 6x08)
- 2017: Modern Family (Fernsehserie, Episode 8x13)
- 2019: Stadtgeschichten (Tales of the City, Miniserie, 7 Episoden)
- 2019: Vergiftete Wahrheit (Dark Waters)
- 2020: Happiest Season
- 2020: Schitt‘s Creek (Fernsehserie, Episode 6x10)
- seit 2021: Family Law (kanadische Fernsehserie)
- 2023: Wish (Stimme)
- 2023: And Just Like That … (Fernsehserie, 2 Episoden)
- 2024: American Horror Stories Staffel 3 (Fernsehserie, Episode 6 "Klon")